# 红军战士想念毛泽东
《红军战士想念毛泽东》，由陈亚丁、任红举作词，时乐濛、彦克作曲的一首歌曲。
该曲创作、首演时间不详。音乐舞蹈史诗《东方红》创作期间，在表演遵义会议场景的一节中，加上此曲，以表现红军战士渴望毛泽东回到指挥岗位的迫切心情。于是，此曲成为《东方红》34首歌曲中的第12首，第三場《萬水千山》的第1个节目。
该歌曲曾是红卫兵中最为流行的歌曲。当时起句为“抬头望见北斗星，……”，后有版本起句改为了“抬头望见指路灯，……”。